# Station Kemsing
Kemsing is een spoorwegstation van National Rail in Kemsing, Sevenoaks in Engeland. Het station is eigendom van Network Rail en wordt beheerd door Southeastern. Het station is geopend in 1874.